# Мхеян, Гагик Даниелович
Гагик Даниелович Мхеян (арм. Գագիկ  Մխեյան; 2 февраля 1955 — Ереван, Армянская ССР) — армянский государственный и политический деятель.

## Биография
1981 — окончил Ереванский политехнический институт. Инженер-гидротехник.
1972—1974 — работал на Ереванском кабельном заводе рабочим.
1974—1976 — служил в советской армии.
1976—1981 — техник, инженер на Ереванском кабельном заводе.
1982—1991 — инженер-инспектор отдела капитального строительства Масисского райисполкома, заведующий органи-зационно-инструкторским отделом.
1993—1994 — заведующий отделом пособий социальной службы Спандарянского района г. Еревана.
1999 — работал советником председателя Госкомитета кадастра недвижимого имущества при Правительстве Армении.
1999—2003 — на партийной работе в «Оринац Еркир».
25 мая 2003 — председатель постоянной комиссии по социальным вопросам, по вопросам здравоохранения и охраны природы НС.
С 2006 — заместитель председателя партии «Оринац Еркир».